# Tra le granite E le granate
Tra le granite E le granate è un singolo del cantante italiano Francesco Gabbani, pubblicato il 5 maggio 2017 come secondo estratto dal terzo album in studio Magellano.

## Descrizione
Con taglio sarcastico, il brano racconta gli stereotipi dell'italiano in vacanza e del divertimento a tutti i costi. Si è reso così un tormentone estivo ed ha vinto il Power Hits Estate 2017.

## Video musicale
Il video, diretto da Gabriele Lucchetti, è stato reso disponibile l'8 maggio 2017 attraverso il canale YouTube del cantante.

## Tracce
Testi e musiche di Francesco Gabbani, Fabio Ilacqua, Luca Chiaravalli e Filippo Gabbani.
Download digitale
1. Tra le granite E le granate – 3:09

7"
- Lato A

1. Tra le granite e le granate – 3:09

- Lato B

1. Tra le granite E le granate (Instrumental Version) – 3:09

## Formazione
Musicisti
- Francesco Gabbani – voce, chitarra elettrica e acustica, tastiera, programmazione, basso, arrangiamento, cori
- Luca Chiaravalli – pianoforte, tastiera, programmazione, arrangiamento
- Filippo Gabbani – batteria, tastiera, programmazione, arrangiamento, cori
- Fabio Ilacqua – arrangiamento, cori
- Alice Miccio – flauto
- Mattia Roscio – clarinetto
- Paolo Carissimi – sassofono contralto
- Dante Tronconi – sassofono tenore
- Claudio Zaro – tromba
- Mauro Quaglia – eufonio
- Piero Cappellazzo – basso tuba

Produzione
- Luca Chiaravalli – produzione, registrazione, missaggio
- Alex Trecarichi – registrazione, missaggio
- Mirko Ferdenzi – registrazione archi e fiati
- Emiliano Bassi – registrazione aggiuntiva
- Antonio Baglio – mastering

## Successo commerciale
Il singolo ha ottenuto un buon successo in Italia, dove è entrato nella top 20 della classifica dei singoli più venduti, oltre ad aver conquistato la vetta di quella radiofonica stilata da EarOne.

## Classifiche

### Classifiche settimanali
| Classifica (2017) | Posizione massima |
| ----------------- | ----------------- |
| Italia            | 19                |

### Classifiche di fine anno
| Classifica (2017) | Posizione |
| ----------------- | --------- |
| Italia            | 67        |